# Port-le-Grand

Port-le-Grand este o comună în departamentul Somme, Franța. În 1 ianuarie 2022 avea o populație de 268 de locuitori.